# Jeroen Duyster
Jeroen Tarquinis Cornelis Duyster (* 27. August 1966 in Amsterdam) ist ein ehemaliger niederländischer Steuermann im Rudern.
Jeroen Duyster belegte bei den (inoffiziellen) U23-Weltmeisterschaften 1992 den siebten Platz im Vierer mit Steuermann. 1993 wechselte er in den niederländischen Achter, der bei den Weltmeisterschaften 1993 den fünften Platz belegte. Ein Jahr später bei den Weltmeisterschaften in Indianapolis siegte der US-Achter vor den Niederländern mit Kai Compagner, Nico Rienks, Niels van der Zwan, Jaap Krijtenburg, George van Iwaarden, Niels van Steenis, Henk-Jan Zwolle, Ronald Florijn und Steuermann Duyster. Bei den Weltmeisterschaften 1995 in Tampere gewann der Deutschland-Achter vor den Niederländern und dem US-Boot. Im niederländischen Achter saßen 1995 Michiel Bartman, Kai Compagner, Nico Rienks, Niels van der Zwan, Jaap Krijtenburg, Niels van Steenis, Henk-Jan Zwolle, Ronald Florijn und Jeroen Duyster. 1996 rückten Koos Maasdijk und Diederik Simon für Krijtenburg und Compagner in den Achter. Bei den Olympischen Spielen 1996 in Atlanta siegte der niederländische Achter mit fast zwei Sekunden Vorsprung vor dem Deutschland-Achter und den Russen.
Jeroens Schwester Willemijn Duyster nahm mit der niederländischen Hockeymannschaft ebenfalls an den Olympischen Spielen 1996 teil.